# Hōzōin In'ei
Hōzōin In'ei (宝蔵院 胤栄, 1521 - 16 octobre 1607) est un moine bouddhiste, gardien de tous les temples de Nara, fondateur d'une école de sōjutsu appelée hōzōin-ryū. In'ei est un fin connaisseur des arts martiaux, ayant pratiqué le nen-ryū auprès de Toda Yosaemon et le Katori Shinto-ryū d'Iizasa Chōisai Ienao. Hōzōin In'ei est connu pour avoir arrangé la rencontre entre Kamiizumi Ise no kami Nobutsuna et Yagyū Sekishusai Muneyoshi qui a amené la création de l'école Yagyū Shinkage-ryū.
Il transmet la direction de l'école à d'autres moines bouddhistes de son ordre, dont Hōzōin Inshun (1589-1648), Hōzōin Insei (1624-1689), Hōzōin Infū (1682-1731) et Hōzōin Inken (1746-1808).
L'école est relancée et mise à jour au XIXe siècle par Takeda Sōkaku (1858-1943), qui introduit l'utilisation d'épées d'exercice en bambou (shinai).
In'ei et son école figurent dans la série de manga Vagabond, dans laquelle il se retire en tant que maître de Hōzōin-ryū pour former Miyamoto Musashi afin de vaincre son successeur.

## Source de la traduction
- (en) Cet article est partiellement ou en totalité issu de l’article de Wikipédia en anglais intitulé « Hōzōin In'ei » (voir la liste des auteurs).